# 克莱顿反托拉斯法
1914年克莱顿反托拉斯法（Clayton Antitrust Act of 1914）是美国国会于1914年6月通過的一部反托拉斯法。美國總統伍德羅·威爾遜于1914年10月15日签署該法案。該法案由小亨利·德拉马尔·克莱顿提出。該法案規定禁止個人在两家竞争公司的董事会任职。